# (20028) 1992 EZ21
1992 EZ21 (asteroide n.º 20028) es un asteroide del cinturón principal. Posee una excentricidad de 0,05642560 y un inclinación de 11,34971º.
Este asteroide fue descubierto el 1 de marzo de 1992 por UESAC en La Silla.